# Гулес
Гулес (грч. Γούλες) је насељено место у општини Сервија у периферији Западна Македонија, Грчка. Према попису из 2021. године било је 122 становника.
Насеље је 1913. године имало 78 житеља Грка. После 1923. године насељено је 40 грчких избегличких породица, укупно 122 особе. На попису из 1928. године Гулес је имао 236 становника.